# Lucio Amelio
Pour les articles homonymes, voir Amelio.
Lucio Amelio, né le 13 septembre 1931 à Naples et mort le 2 juillet 1994 dans la même ville, est l'un des principaux marchands d'art et galeristes italiens d'art contemporain. En 1980, il jette les bases de son propre musée représentatif d'art contemporain à Naples avec la collection Terrae Motus, une collection née sous l'impact de la catastrophe du tremblement de terre du 23 novembre 1980.

## Biographie

### Premières années
Lucio Amelio naît le 13 septembre 1931 à Naples, Via dei Tribunali. Il a quatre sœurs - Marisa († 1981), Giuliana, Lina et Anna. En raison de la Seconde Guerre mondiale, la famille déménage plusieurs fois et s'installe à Resina pendant douze ans à partir de 1944. Après avoir obtenu son diplôme du Liceo scientifico en 1949 et deux ans d'ingénierie, Amelio s'inscrit à des études d'architecture à l'université de Naples. À partir de 1950, il s'intéresse à l'art moderne et fréquente la Quadriennale de Rome. C'est là qu'il fait connaissance avec les œuvres d'Alberto Burri, un futur documentaliste, et les peintures d'Armando De Stefano, entre autres. En 1951, il devient membre du conseil d'administration de la "Corda Fratres" (Federazione Internationale degli Studenti ; Sezione Italiana), une association culturelle étudiante de l'université de Naples, qui organise des voyages à l'étranger pour les étudiants. Un an plus tard, Lucio Amelio expose son premier et unique tableau lors d'une exposition, un carreau de suie avec un paysage naïf. En 1953, il rejoint le parti communiste italien et assiste aux conférences du philosophe italien Gerardo Marotta.

### Premières connaissances d'artistes
En 1954, Amelio accompagne son père lors d'un voyage d'affaires en Allemagne et, impressionné par ce pays, s'installe à Berlin-Ouest peu de temps après, où la TUSMA, une agence de placement pour étudiants de l'Université technique de Berlin, lui trouve des emplois temporaires. Il y rencontre le peintre, le graphiste et plus tard le galeriste Günter Wirth, qui lui présente des amis à Berlin-Est, dont le poète et scénariste Jens Gerlach, le compositeur et lauréat du prix national Andre Asriel, et le metteur en scène d'opéra Friedrich Petzold (1928-1990). Par la suite, il travaille longtemps dans le bureau de construction de l'architecte Hermann Henselmann, qui a construit la Stalin-Allee. À la mort de son père en 1958, il retourne à Naples la même année et commence à travailler comme interprète chez Cantieri Metallurgici Italiani, à Bagnoli. En même temps, il rédige des demandes d'emploi et cherche du travail en Allemagne par le biais des annonces publiées dans le Frankfurter Allgemeine Zeitung. L'année suivante, Amelio s'installe à Stuttgart et devient l'assistant d'une société d'exportation de produits chimiques pour le bâtiment, qui le nomme directeur général de sa filiale espagnole en 1963, après quoi il s'installe à Barcelone. Lors d'une excursion au pic Tibidabo en juin de la même année, Amelio tombe dans un trou de construction de cinq mètres de profondeur. La chute le cloue à son lit pendant six mois, une période qu'il appellera par la suite « année de mort et de résurrection », au cours de laquelle il mûrit le désir de se consacrer entièrement à l'art.

### Joseph Beuys et Andy Warhol
En septembre 1971, lors d'une conférence de travail à Heidelberg initiée par Klaus Staeck, Erwin Heerich (en) et Joseph Beuys dans le but de développer un concept pour l'organisation d'un « marché international de l'art libre », Amelio rencontre l'artiste allemand Joseph Beuys. Outre les initiateurs, Mario Merz, Jannis Kounellis, Panamarenko et Germano Celant participent à cette conférence. Une longue amitié se développe entre Amelio et Beuys, dont il expose à plusieurs reprises dans sa galerie à partir de cette année.